# De Grinch
De Grinch, of in het Engels Dr. Seuss' The Grinch, kortweg The Grinch, is een Amerikaanse computeranimatiefilm uit 2018. De film is gebaseerd op het boek How the Grinch Stole Christmas! van Dr. Seuss. Deze film wordt ook beschouwd als een remake van de live-actionversie uit 2000. De film werd geproduceerd door Illumination Entertainment.

## Verhaal
Een groen wezen genaamd "Grinch" leeft alleen met zijn hond Max op een bergtop. In de vallei ligt de stad Whoville, waarin de inwoners, genaamd Whos, hun leven doorbrengen. Wanneer de Grinch, die Kerstmis haat, gaat winkelen in de stad, kondigt de burgemeester aan dat alles dit jaar nog groter zou moeten worden gevierd. Om deze reden beslist de Grinch om alle geschenken en alle kerstversieringen te stelen. Wanneer de Who's op kerstavond wakker worden en de diefstal opmerken, beginnen ze samen te zingen. Wanneer de Grinch deze liedjes hoort, voelt hij onverwachts vreugde en geeft hij de geschenken terug aan de inwoners van Whoville.

## Rolverdeling
| Personage             | Originele versie     | Nederlandse versie | Vlaamse versie      |
| --------------------- | -------------------- | ------------------ | ------------------- |
| De Grinch             | Benedict Cumberbatch | Carlo Boszhard     | Tom Dewispelaere    |
| Cindy Lou             | Cameron Seely        | Kee Derwig         | Norah Schepens      |
| Donna Lou             | Rashida Jones        | Ilse Warringa      | Siska Schoeters     |
| Bricklebaum           | Kenan Thompson       | Murth Mossel       | Roel Vanderstukken  |
| Burgemeester McGerkle | Angela Lansbury      | Karin Bloemen      | Martine Tanghe      |
| Groopert              | Brad O'Hare          | Matheu Hinzen      | Cezar Ameye         |
| Ozzy                  | Sam Lavagnino        | Viggo Neijs        | Henry Medard Nlandu |
| Axl                   | Ramone Hamilton      | Roman Derwig       | Gus Van Pelt        |
| Verteller             | Pharrell Williams    | Fedja van Huêt     | Pieter Embrechts    |
| Izzy                  | Scarlett Estevez     |                    | Pixie De Winter     |
| Max                   | Frank Welker         | Frank Welker       | Frank Welker        |

## Achtergrond

### Productie
In februari 2013 werd aangekondigd dat Illumination Entertainment bezig was met het ontwikkelen van een 3D-animatiefilm gebaseerd op het Dr. Seuss-boek, met de werktitel How the Grinch Stole Christmas , later afgekort tot The Grinch. Peter Candeland en Yarrow Cheney waren aangesteld om te regisseren, hoewel in 2018 producer Scott Mosier het overnam van Candeland. In 2012 maakte Illumination Entertainment al eerder een verfilming van Dr. Seuss, genaamd The Lorax. Dit is al de tweede verfilming van Dr. Seuss in zes jaar.